# Steven Bartlett
 (février 2024).
Pour les articles homonymes, voir Bartlett.
Steven Cliff Bartlett (né le 26 août 1992) est un entrepreneur et podcasteur britannique. Il est le fondateur de Thirdweb, Flight Story et Flight Story Fund,. Il a été cofondateur et codirecteur général de Social Chain, mais a quitté son poste de directeur général en 2020. En 2021, il commence à participer en tant qu'investisseur à l'émission Dragons' Den sur BBC One,. Il dirige également le podcast The Diary of a CEO. En 2023, selon Spotify Wrapped, il est classé parmi les 10 podcasts les plus populaires au monde.

## Jeunesse
Steven Cliff Bartlett est né le 26 août 1992 au Botswana d'un père anglais et d'une mère nigériane. Sa mère a quitté l'école à l'âge de sept ans et ne savait ni lire ni écrire; son père est ingénieur en structures. À l'âge de deux ans, il déménage à Plymouth, en Angleterre, où il grandit et fréquente l'école secondaire Plymstock School, dont il est renvoyé en sixième année,,. Il entreprend des études à l'université métropolitaine de Manchester, mais abandonne après un cours,.

## Carrière
En 2013, Bartlett fonde Wallpark, un panneau de messagerie en ligne. En 2014, Bartlett cofonde Social Chain, une société de marketing des médias sociaux basée à Manchester, en Angleterre, au Royaume-Uni, avec Dominic McGregor,. En 2017, il crée une série de podcasts intitulée The Diary of a CEO, qui a accueilli des invités tels que Liam Payne et Tom Blomfield. En 2021, il s'agit du podcast commercial le plus téléchargé d'Europe et il a accueilli les entrepreneurs britanniques Ben Francis, Lee Chambers et Grace Beverley, ainsi que d'autres personnalités publiques telles que l'ancien ministre de la santé Matt Hancock et le psychologue canadien Jordan Peterson,. En 2023, selon un tableau des podcasts, The Diary of a CEO a la deuxième audience hebdomadaire la plus importante au Royaume-Uni.
En 2019, Social Chain et le détaillant en ligne allemand Lumaland ont fusionné pour devenir The Social Chain AG, cotée sur Xetra et à la bourse de Düsseldorf. La cotation a valorisé l'entreprise à plus de 200 millions de dollars. Le site web de Bartlett a d'abord affirmé qu'il avait introduit Social Chain en bourse à l'âge de 27 ans, avant de quitter l'entreprise après qu'elle a atteint une valorisation de 600 millions de dollars. Ces affirmations ont ensuite été rétractées après que le Times a rapporté que Bartlett avait quitté l'entreprise plus d'un an avant l'introduction en bourse et qu'il n'était pas cité dans le prospectus.
En février 2023, Social Chain a été racheté par Brave Bison pour un montant initial de 7,7 millions de livres sterling.
En 2019, il a participé à la série de Channel 4 The Secret Teacher, en se faisant passer pour un enseignant dans une école près de Liverpool.
En décembre 2020, il crée la société de capital-investissement Catena Capital, puis rejoint le conseil d'administration de Huel, une société de remplacement alimentaire de 72 millions de livres sterling, en tant que directeur non exécutif,. En 2021, Bartlett rejoint l'émission d'investissement Dragons' Den de la BBC One.
En septembre 2023, Bartlett a accompagné le prince William lors de visites royales à Bournemouth après avoir été annoncé comme défenseur de sa fondation, Homewards.

## Projets

### Thirdweb
Thirdweb, une startup Web3 fondée par Bartlett, a levé 5 millions de dollars en capital d'amorçage et 24 millions de dollars supplémentaires en 2022, neuf mois après sa mise en service. Le cycle de financement de série A a évalué la startup à 160 millions de dollars. Le financement a été mené par le fonds cryptographique de Katie Haun, d'une valeur de 1,5 milliard de dollars, avec la participation d'investisseurs tels que Coinbase Ventures, Shopify et Polygon. La société vise à simplifier le processus de création d'applications décentralisées sur la blockchain.

### Flight Story Fund
En janvier 2023, Bartlett a lancé Flight Story Fund, un fonds d'investissement technologique de 100 millions de dollars, qui prétend soutenir divers fondateurs et startups à forte croissance dans les secteurs de la blockchain, de la biotechnologie, de la santé, du commerce, de la technologie et de l'espace. Le fonds avait pour objectif déclaré d'investir dans une vingtaine d'entreprises, offrant de petites participations à des valorisations réduites en échange du soutien de fondateurs antérieurs qui sont des partenaires limités du fonds.

## Critique
La BBC, qui diffuse actuellement The Dragons' Den, a réprimandé Bartlett en 2022 pour avoir enfreint les directives de la BBC en matière de publicité. Dans un communiqué, la BBC a déclaré au Radio Times: "Nous avons des directives claires concernant l'activité commerciale des talents qui travaillent avec nous. Ces directives ont été rappelées à Steven. Dans une déclaration, Bartlett a abordé la question, ajoutant: "Nous n'avons eu aucun problème: "Il s'agit d'un véritable oubli de ma part. Les messages ont été retirés".

## Reconnaissance
En 2018, Econsultancy l'a désigné comme "la figure la plus influente du secteur". En 2020, il a été intronisé au Manchester Hall of Fame. La même année, il figure sur la liste Forbes 30 Under 30. Bartlett est régulièrement invité à prendre la parole en public.

## Référence
1. 1 2  Callum Burroughs, « Mark Cuban backed Steven Bartlett's new Web3 startup in 2021. Now, Thirdweb just raised $24 million in a round led by Haun Ventures with this 11-slide pitch deck. », Business Insider, 25 août 2022 (consulté le 19 mars 2023)
2. 1 2 3  Callum Burroughs, « Diary of a CEO host Steven Bartlett has raised a $100 million fund to back the next generation of Europe's unicorn founders », Business Insider, 19 janvier 2023 (consulté le 19 mars 2023)
3. 1 2  (en) Anon, « Steven BARTLETT personal appointments » [archive du 28 janvier 2022], sur gov.uk, London, Companies House, 2021 (consulté le 9 novembre 2021)
4. ↑  (en) Rachel Mantock, « New investor Steven Bartlett says his digital background gives him 'an edge' on Dragons Den » [archive du 8 juin 2021], sur inews.co.uk, 2021 (consulté le 9 novembre 2021)
5. ↑  (en) Isobel Lewis, « 28-year-old Steven Bartlett joins Dragons' Den as show's youngest ever Dragon » [archive du 25 mai 2022] , The Independent, 2021 (consulté le 9 novembre 2021)
6. ↑  (en) Graham Charlton, « Who Were Steven Bartlett's Favourite Guests on Diary of a CEO? » [archive du 28 février 2022], sur www.martechalliance.com, 3 décembre 2021 (consulté le 28 février 2022)
7. ↑  « Taylor Swift Is Spotify's Most Streamed Artist of 2023 », Billboard, 29 novembre 2023 (consulté le 1er décembre 2023)
8. ↑  (en) Alan Wares, « Steven Bartlett: the enigma - Platinum Media Group », sur Platinum Media Group, 7 septembre 2023 (consulté le 15 septembre 2023)
9. ↑  StevenBartlett, « 28! Thank you for all of the birthday messages / DMs. », sur Twitter, 26 août 2020 (consulté le 15 septembre 2023)
10. ↑  (en) Kate Samuelson, « Steven Bartlett: from dropout to millionaire », sur The Week UK, 2 mars 2022
11. ↑  (en) Nadia Khomami, « How Steven Bartlett went from dropout to youngest ever Dragons' Den investor », The Guardian,‎ 6 janvier 2022 (lire en ligne)
12. 1 2  Staff Reporter, « 5 things to know about The Social Chain CEO Steven Bartlett, the youngest ever Dragon » [archive du 17 octobre 2021], sur UK Tech News (consulté le 17 octobre 2021)
13. 1 2  Scotty, « Interview With Steve Bartlett, CEO of the Social Chain Group. » [archive du 5 janvier 2022], sur logros.co.uk, The Logros, 14 novembre 2019 (consulté le 17 octobre 2021)
14. ↑  (en-GB) Hannah Stephenson, « Dragon's Den newcomer Steven Bartlett's unorthodox rise to the top », sur plymouthherald.co.uk
15. 1 2  (en-GB) Thomas Barrie, « Steven Bartlett: 'If you want a successful business, you have to instil a culture of learning' » [archive du 16 décembre 2021], sur gq-magazine.co.uk, GQ (consulté le 9 novembre 2021)
16. 1 2  David Prior, « Co-founders Steven Bartlett and Dominic McGregor to leave Social Chain », Prolific North,‎ 17 août 2020 (lire en ligne [archive du 15 janvier 2022], consulté le 17 octobre 2021)
17. ↑  (en) Vicky McKeever, « This entrepreneur is set to make $1.2 million from his podcast this year. Here's how he's doing it » [archive du 27 janvier 2022], sur cnbc.com, 27 août 2021 (consulté le 9 novembre 2021)
18. ↑  (en) Rhianna Benson, « Meet Steven Bartlett - Dragon's Den's newest addition and youngest ever investor », walesonline.co.uk,‎ 29 décembre 2021 (lire en ligne [archive du 7 janvier 2022], consulté le 5 janvier 2022)
19. ↑  (en) Peter Walker, « I didn't break Covid rules when kissing aide, says Matt Hancock », The Guardian,‎ 28 février 2022 (lire en ligne [archive du 1er mars 2022], consulté le 28 février 2022)
20. ↑  « Joe Rogan is UK's most popular podcast, new chart reveals », the Guardian, 23 septembre 2023 (consulté le 7 novembre 2023)
21. 1 2  (en) Anon, « Steven Bartlett » [archive du 13 mai 2020], sur Forbes, 2020 (consulté le 9 novembre 2021)
22. ↑  « Why Steven Bartlett is not the tycoon he claimed », The Times (consulté le 14 février 2023)
23. ↑  « Brave new world as Social Chain is sold », sur The Times (consulté le 14 février 2023)
24. ↑  (en) The Secret Teacher, « Secret Teacher: teaching children without play was soul-destroying », The Guardian,‎ 2 juin 2018 (lire en ligne)
25. ↑  « The Secret Teacher: Episode 3: Social media marketing magnate Steven Bartlett goes undercover at a cash-strapped school in Liverpool » [archive du 14 janvier 2022], sur channel4.com, Channel 4 (consulté le 14 janvier 2022)
26. ↑  (en) « Steven Bartlett net worth, girlfriend and everything else about him in 2022 », sur Unifresher (consulté le 7 mai 2022)
27. ↑  (en) Jon Robinson, « Jon Robinson Social media guru Steven Bartlett joins fast-growing food replacement brand Huel » [archive du 25 avril 2022], sur North West Business Editor, 9 février 2021 (consulté le 7 mai 2022)
28. ↑  Kameron Virk, « Dragons' Den: Why new Dragon Steven Bartlett won't be wearing a suit », BBC News,‎ 20 mai 2021 (lire en ligne [archive du 19 octobre 2021], consulté le 17 octobre 2021)
29. ↑  India McTaggart, « Watch: Prince William given surprise kiss by Gazza », The Telegraph,‎ 7 septembre 2023 (lire en ligne, consulté le 8 septembre 2023)
30. ↑  Ingrid Lunden, « Thirdweb raises $24M at a $160M valuation from Haun Ventures, Shopify and Coinbase for its web3 development kit », sur TechCrunch, 25 août 2022 (consulté le 19 mars 2023)
31. ↑  Katie Prescott, « Dragon Steven Bartlett launches £100m fund for entrepreneurs », The Times,‎ 19 janvier 2023 (lire en ligne, consulté le 19 mars 2023)
32. ↑  (en) Lauren Morris, « Dragons' Den star says BBC sponsorship rule breach was 'genuine oversight' », sur Radio Times, 8 mars 2022 (consulté le 15 février 2023)
33. ↑  Alex Wood, « 30 Under 30: Meet The European Media & Marketing Moguls Of Tomorrow », Forbes, 17 mars 2020 (consulté le 19 mars 2023)